# Ann-Kathrin Karschnick

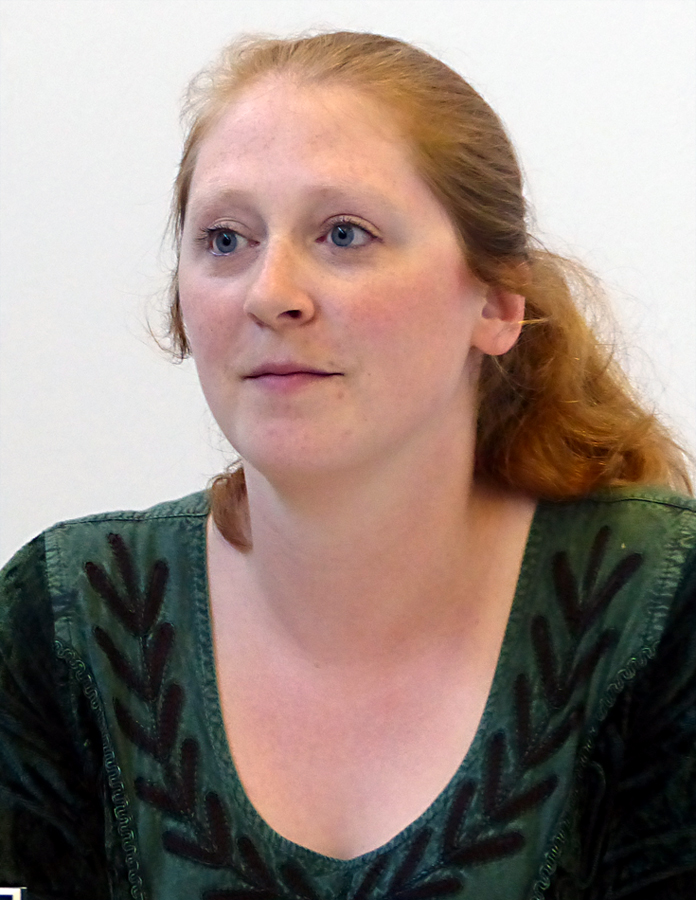
Ann-Kathrin Karschnick, 2017

Ann-Kathrin Karschnick (* 17. September 1985 in Reinbek) ist eine deutsche Autorin von Fantasy-, Erotik- und Romance-Romanen sowie von Kinderbüchern. Ihr Pseudonym für die erotischen Geschichten lautet Karyna Leon, als Violet Thomas veröffentlicht sie Romance, und ihre Kinderbücher erscheinen unter dem Pseudonym Kuddel. Zudem schreibt sie als 1/3 von Robin G. Hunter Paranormal Crime bei Audible und ist eine Hälfte des Pseudonyms Maeve Harper.

## Leben
Ann-Kathrin Karschnick ist in Schwarzenbek im Kreis Herzogtum Lauenburg aufgewachsen und lebt bis heute dort. Ursprünglich machte sie eine Ausbildung zur Bankkauffrau, wechselte danach aber in die Schifffahrt. Die erste von ihr veröffentlichte Kurzgeschichte handelt von einem Schiff.
Neben ihrer Tätigkeit als Autorin hat sie eine Zeit lang auch als Übersetzerin gearbeitet, wobei sie sich inzwischen eher mit der Vertonung statt der Übersetzung von Büchern beschäftigt.
Seit Februar 2022 schreibt und veröffentlicht sie ihre Geschichten als freiberufliche Autorin sowohl im Selfpublishing als auch bei Verlagen, wobei sie unter anderem eine der Co-Autorinnen hinter dem Pseudonym Robin G. Hunter der Audible-Original-Serie Im Namen des Ordens ist.

## Werke

### Romane (als Ann-Kathrin Karschnick)
- Kara – Der Sturm. Monsenstein & Vannerdat, 2006, ISBN 3-86582-345-9.
- Kara – Taros. Monsenstein & Vannerdat, 2006, ISBN 3-86582-346-7.
- Kara – Die Kinder der Götter. Monsenstein & Vannerdat, 2006, ISBN 3-86582-347-5.
- RACK (1). Papierverzierer Verlag, 2016, ISBN 978-3-95962-200-4.[2]
- RACK (2). Papierverzierer Verlag, 2016, ISBN 978-3-95962-201-1.
- RACK (3). Papierverzierer Verlag, 2016, ISBN 978-3-95962-202-8.
- mit Felix A. Münter: Trümmerwelten 1 – Das Geheimnis der Alice Sparrow. Papierverzierer Verlag, 2017, ISBN 978-3-95962-327-8.
- mit Felix A. Münter: Trümmerwelten 2 – Die Odyssee der Alice Sparrow. Papierverzierer Verlag, 2017, ISBN 978-3-95962-329-2.
- Elemente des Chaos. Dark Diamonds, Hamburg 2018, ISBN 978-3-646-30103-8.
- Weltenamulett: Das Erbe der Trägerin. Nova Md, Traunstein 2018, ISBN 978-3-96111-480-1.
- Phoenix: Aschegeboren. Selfpublishing, Dalldorf 2019.
- Phoenix: Flammenmeer. Selfpublishing, Dalldorf 2019.
- Phoenix: Himmelsbrand. Selfpublishing, Dalldorf 2019.
- Die Feuerritter: Lauernde Mächte. Selfpublishing, Dalldorf 2019.
- Die Feuerritter: Kampf um Teinemaa. Selfpublishing, Dalldorf 2019.
- Weltenamulett: Geister der Vergangenheit. Nova Md, Traunstein 2019, ISBN 978-3-96443-391-6.
- Splittermond 6: Jenseits der Seidenstraße. Feder & Schwert, Köln 2019, ISBN 978-3-86762-368-1.
- Stollenbruch. Nova Md, Dalldorf 2019, ISBN 978-1-70926-043-8.
- Der Fluchsammler. Selfpublishing, Dalldorf 2019.
- Ein alter Hut. Selfpublishing, Dalldorf 2019.
- House of Companions: Schicksal. Talawah Verlag, Berlin 2019, ISBN 978-3-947550-54-8.
- Assassin’s Wood: Bürokratie kann tödlich sein. Nova Md, Dalldorf 2022, ISBN 978-3-9859509-9-7.
- Weltenamulett: Gezeitenwinter. Fakriro, Berlin 2023, ISBN 978-3-9876024-9-8.
- Lost and Fallen: Engelgedöns. Selfpublishing, Dalldorf 2024.
- Kumara: Die Legende der verlorenen Freiheit. Selfpublishing, Dalldorf 2024.
- Feeling nothing. Planet!, Stuttgart 2025, ISBN 978-3-522-50881-0.

### Romane (als Karyna Leon)
- Caprice – Wilde Nächte in Cancun. Kurzroman. Lübbe, Köln 2012, ISBN 978-3-8387-2106-4.
- Club der Sinne. Kurzroman. Cupido Books, Köln 2014
- Saved by my boss. Selfpublishing, Dalldorf 2024, ISBN 978-3-7579-8478-6.

### Romane (als Violet Thomas)
- Mercy Grace Hospital 1: Maeve. Amazon Publishing, 2017.
- Mercy Grace Hospital 2: Janet. Amazon Publishing, 2018.
- Hotel California 1: Abigail. moments, Essen 2018, ISBN 978-3-96232-020-1.
- Hotel California 2: Emily. moments, Essen 2018, ISBN 978-3-96232-033-1.
- Hotel California 3: Melody. moments, Essen 2018, ISBN 978-3-96232-047-8.
- Wie ein Stern in dunkler Nacht. Bastei Lübbe, Köln 2022, ISBN 978-3-404-18816-1.

### Kinderbücher (als Kuddel)
- Das Pirateneinhorn und der Zauberer. Dalldorf 2020.
- Das Pirateneinhorn und der Wind. Dalldorf 2020.
- Das Pirateneinhorn und der Phoenix. Dalldorf 2020.
- Das Pirateneinhorn und die Leuchtturminsel. Dalldorf 2020.
- Das Pirateneinhorn und die Steintrolle. Dalldorf 2020.
- Das Pirateneinhorn und das verlorene Lachen. Dalldorf 2020.

### Romane (als Maeve Harper)
- Wen die Nacht berührt: Ashville Acacemy. Piper, München 2024, ISBN 978-3-9876024-9-8.
- Wen das Licht erwählt: Ashville Academy. Piper, München 2024, ISBN 978-3-9876024-9-8.

### Kurzgeschichten
- Dunkelheit. (Titelgeschichte), In: Janine Hierreth (Hrsg.): Dunkelheit. Hierreth-Verlag, 2008, ISBN 978-3-941455-04-7.
- Die Farbe Blau. In: Maren Kiesbye (Hrsg.): blaugetaucht. Balthasar-Verlag, 2009, ISBN 978-3-937134-48-2.
- Dämonenbrut... ähm brötchen. In: Ulrich Burger (Hrsg.): Die Köche: Speisekammer des Schlemmens. Ulrich Burger Verlag, 2012, ISBN 978-3-943378-05-4.
- Flaschendrehen. In: Fabienne Siegmund (Hrsg.): Das Tarot: phantastische Geschichten. Verlag Torsten Low, 2013, ISBN 978-3-940036-20-9.
- Im Feld aufgewachsen. In: Ulrich Burger (Hrsg.): Die Köche: Der kleine Hobbykoch. Ulrich Burger Verlag, 2014, ISBN 978-3-943378-16-0.
- Lukas ewige Liebe. (Kurzgeschichte). 2009, ISBN 978-3-8391-3218-0.
- Japanische Stille. (Kurzgeschichte), In: Christian Vogt (Hrsg.): Eis und Dampf. 2013, ISBN 978-3-86762-201-1.
- unter Pseudonym Karyna Leon: Liebesbrief. (Kurzgeschichte), In: Séduire: Verführung im Park. Cupido Books, Köln, 2014.
- Das Geschenk. (Kurzgeschichte), In: Wolfgang A. Gogolin (Hrsg.): Spät-Lese. elbaol Verlag, 2011, ISBN 978-3-939771-19-7.

### Audible (als Teil von Robin G. Hunter)
- Im Namen des Ordens. Die gesamte erste Staffel. Audible Originals, 2020.
- Im Namen des Ordens. Die gesamte zweite Staffel. Audible Originals, 2020.
- Im Namen des Ordens. Die gesamte dritte Staffel. Audible Originals, 2021.
- Im Namen des Ordens. Die gesamte vierte Staffel. Audible Originals, 2021.
- Im Namen des Ordens. Die gesamte fünfte Staffel. Audible Originals, 2022.
- Im Auftrag der Hüter – Der Stab der Seelen. Audible Originals, 2022.

### Herausgeberin
- Krieger. Anthologie im Verlag Torsten Low, 2013, ISBN 978-3-940036-21-6.

## Auszeichnungen
- 2014: HomBuch-Preis in der Kategorie Fantasy (Autorenpreis der Buchmesse in Homburg/Saarland).[3]
- 2014: Deutscher Phantastik-Preis in der Kategorie „Bester deutschsprachiger Roman“ für Phoenix – Tochter der Asche (Publikumspreis, verliehen auf dem Buchmesse-Convent in Dreieich)[4]
- 2015: HomBuch-Preis in der Kategorie Fantasy (Autorenpreis der Buchmesse in Homburg/Saarland).